# 藤原実兼 (蔵人)
藤原 実兼（ふじわら の さねかね）は、平安時代後期の貴族・漢詩人。藤原南家貞嗣流、右衛門権佐・藤原季綱の次男。官位は正六位上・六位蔵人。院政期に院近臣として権勢を得た信西（藤原通憲）の実父。

## 経歴
文章生であった一方、康和5年（1103年）東宮昇殿を許されるなど、東宮・宗仁親王の身近に仕える。嘉承2年（1107年）宗仁親王が即位（鳥羽天皇）すると、非蔵人を経て、翌天仁元年（1108年）文章生のまま六位蔵人に補せられた。
若年時より博識を謳われ、『本朝無題詩』『朝野群載』『和漢兼作集』『擲金抄』『本朝小序集』などに漢詩・和歌作品が収録されている他、帥中納言・大江匡房の談話集である『江談抄』の筆録者であるともされている。
将来を嘱望されたが、天永3年（1112年）蔵人所において頓死。享年28。余りに急な死であり、殺害説も流布されたが、訴える者がおらず、何の沙汰もなかったという。実兼が早世したため、一子・通憲は高階経敏の養子となっている。

## 官歴
- 康和5年（1103年） 12月10日：東宮昇殿、見進士[3]
- 嘉承2年（1107年） 12月30日：見非蔵人[3]
- 天仁元年（1108年） 12月5日：六位蔵人、見進士[3]
- 天永3年（1112年） 4月2日：卒去[3]

## 系譜
- 父：藤原季綱
- 母：若狭守・藤原通宗の娘
- 妻：源有家の娘
  - 男子：信西（藤原通憲）